# Stopiče
Stopiče este o localitate din comuna Novo mesto, Slovenia, cu o populație de 450 de locuitori.